# دايوكسيبنزون
دايوكسيبنزون (8- بينزوفينون ) وهو مركب عضوي يستخدم في واقيات الشمس
يمنع الأشعة فوق البنفسجية UVA ,UVB .
من مشتقات البنزوفينون . يتواجد عشكل بودرة صفراء درجة انصهاره  68 درجة سيلزيوس .  
وهو غير ذائب في الماء ، و ذائبيته متوسطة في الايثانول والايزوبربانول .